# La Neuville-aux-Tourneurs
Pour les articles homonymes, voir Neuville.
La Neuville-aux-Tourneurs est une localité de Neuville-lez-Beaulieu et une ancienne commune française, située dans le département des Ardennes en région Grand Est.
Elle fusionne avec la commune de Beaulieu, le 1er janvier 1973, pour former la commune de Neuville-lez-Beaulieu.

## Géographie
La commune avait une superficie de 25,97 km2

## Histoire
Par arrêté préfectoral du 19 décembre 1972, la commune de Beaulieu est rattachée le 1er janvier 1973 à la commune de La Neuville-aux-Tourneurs sous la forme de fusion-association pour former la commune de Neuville-lez-Beaulieu. La commune de La Neuville-aux-Tourneurs devient le chef-lieu de la nouvelle commune.

## Administration
| Période                                  | Période | Identité | Étiquette | Qualité |
| ---------------------------------------- | ------- | -------- | --------- | ------- |
| Les données manquantes sont à compléter. |         |          |           |         |
|                                          |         |          |           |         |

## Démographie
| 1793 | 1800 | 1806 | 1821 | 1831 | 1836 | 1841 | 1846 | 1851 |
| ---- | ---- | ---- | ---- | ---- | ---- | ---- | ---- | ---- |
| 884  | 582  | 577  | 698  | 663  | 690  | 677  | 664  | 691  |

| 1856 | 1861 | 1866 | 1872 | 1876 | 1881 | 1886 | 1891 | 1896 |
| ---- | ---- | ---- | ---- | ---- | ---- | ---- | ---- | ---- |
| lac. | lac. | 630  | 588  | 530  | 517  | 543  | 535  | 505  |

| 1901 | 1906 | 1911 | 1921 | 1926 | 1931 | 1936 | 1946 | 1954 |
| ---- | ---- | ---- | ---- | ---- | ---- | ---- | ---- | ---- |
| 501  | 453  | 424  | 353  | 376  | 367  | 387  | 360  | 373  |

| 1962 | 1968 | 1975 | 1982 | 1990 | 1999 | 2008 | 2013 | - |
| ---- | ---- | ---- | ---- | ---- | ---- | ---- | ---- | - |
| 352  | 374  | -    | -    | 220  | 180  | 223  | 240  | - |

Histogramme

(élaboration graphique par Wikipédia)

## Culture locale et patrimoine

### Lieux et monuments

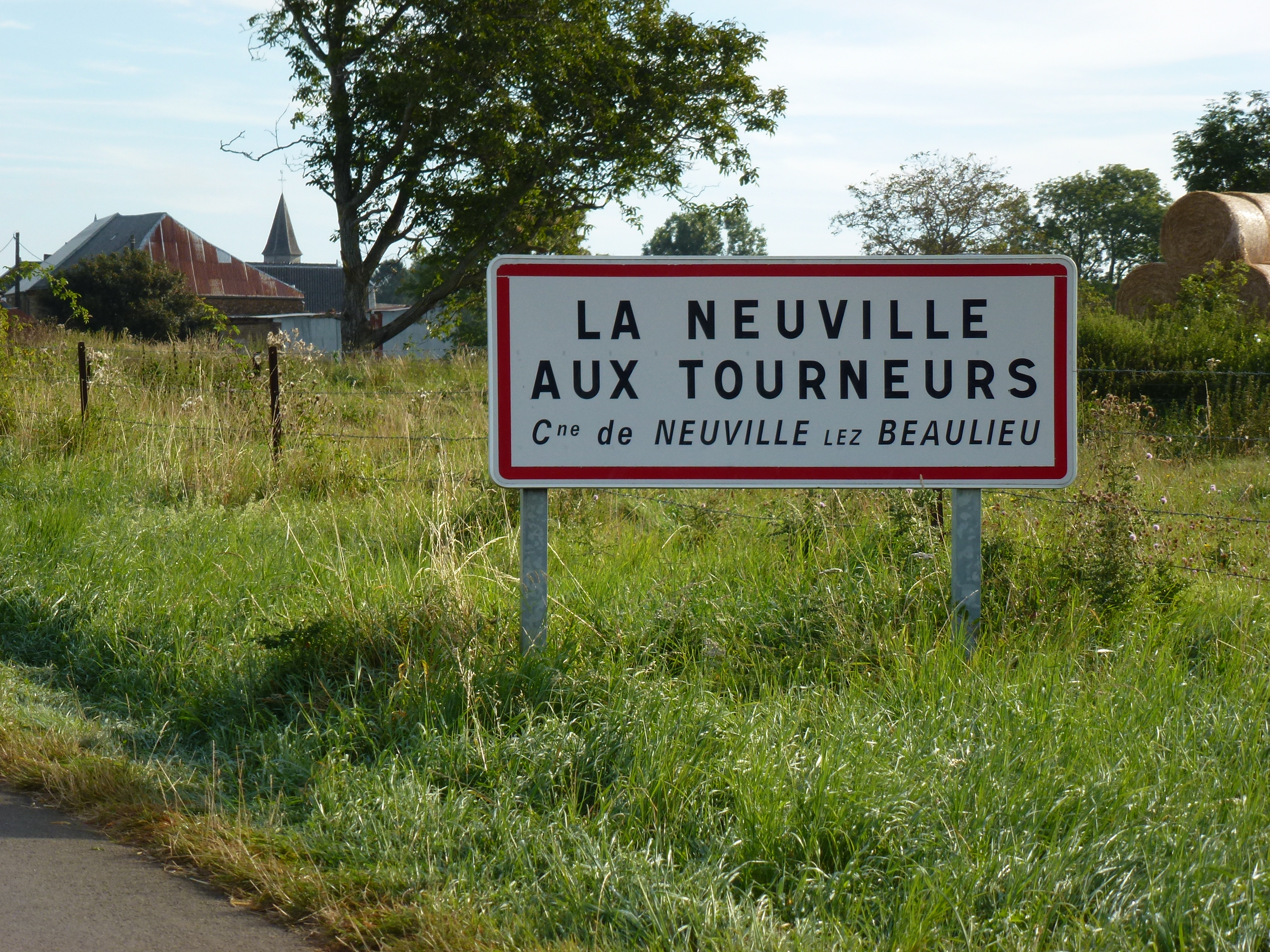
Entrée de La Neuville aux Tourneurs
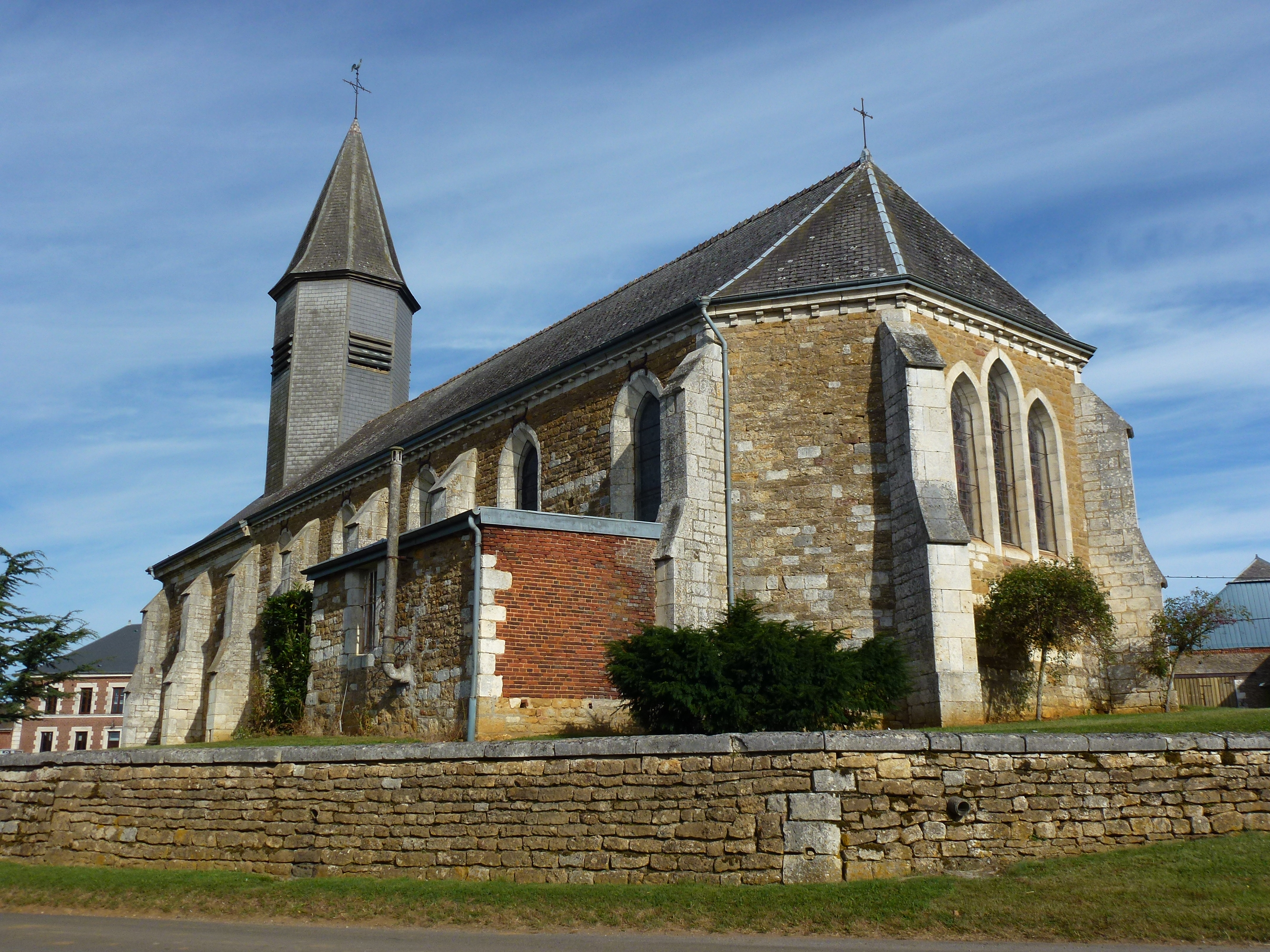
Église de La Neuville aux Tourneurs
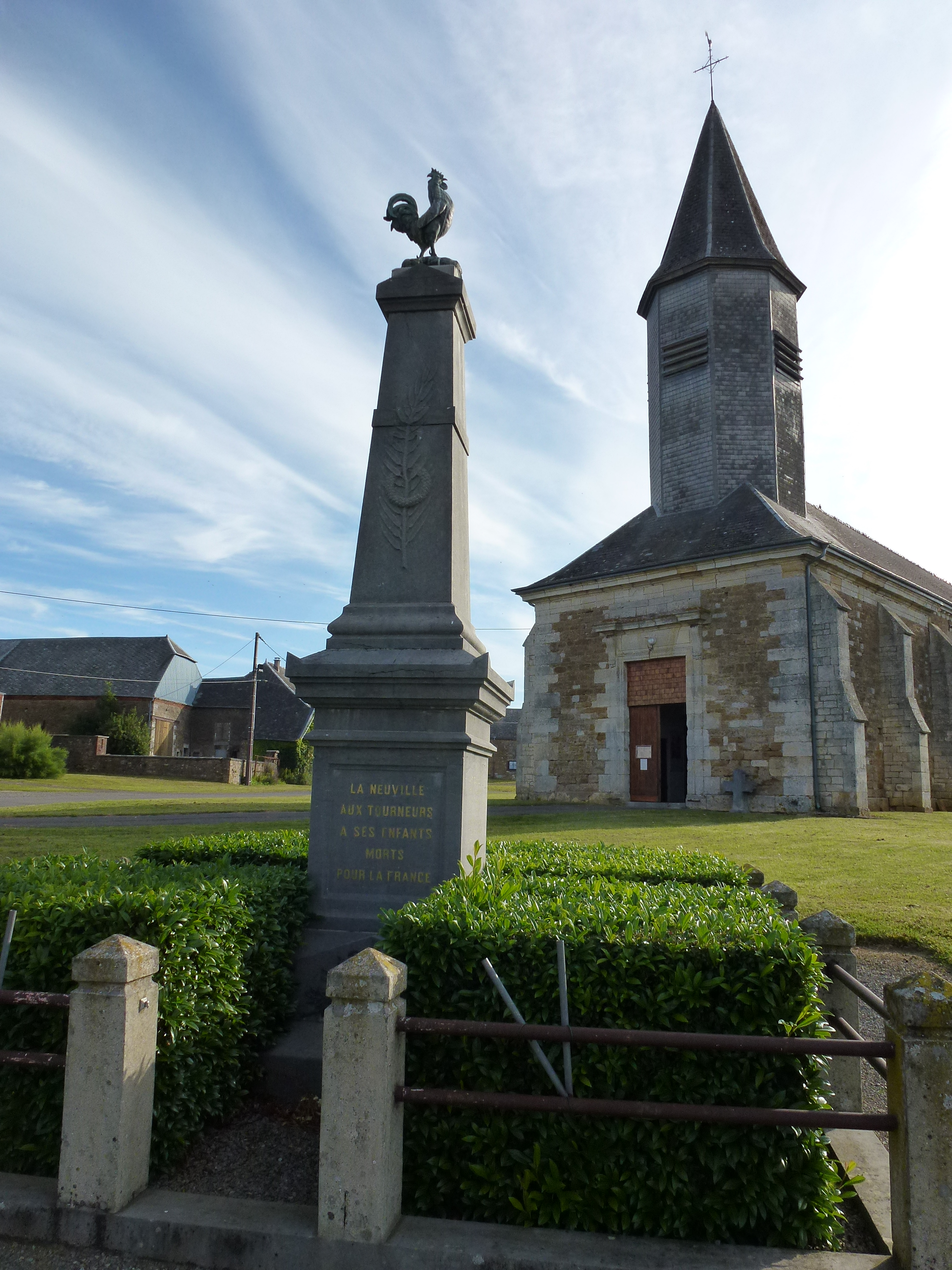
Monument aux morts de La Neuville aux Tourneurs

### Personnalités liées à la commune
- Eugène Alfred Jacquemart, parfois appelé Eugène Jacquemart ou Alfred Jacquemart, né le 2 octobre 1836 à La Neuville-aux-Tourneurs (Ardennes) (aujourd'hui Neuville-lez-Beaulieu) et mort le 4 mars 1894 au même lieu, homme politique.
- Pierre-Louis Péchenard (1842-1920), y fut prêtre catholique romain, de 1868 à 1872.